# 加卢沙·格罗
加卢沙·格罗（英語：Galusha A. Grow，1823年8月31日—1907年3月31日），是美国共和党的政治人物、律师。格罗在1851年至1863年间作为宾夕法尼亚州的代表被选为联邦众议员，他曾于1861年至1863年期间担任众议院议长，之后因为连任失利而落选。格罗在议长任内正值南北战争期间，他协助林肯政府通过了《土地拨赠法案》、《太平洋铁路法案》和《宅地法》等一系列法律。

## 延伸阅读
- Galusha Grow from Mr. Lincoln's White House, a website of the Lewis Lehrman（英语：Lewis Lehrman）
- Grow, Galusha Aaron (1823-1907) （页面存档备份，存于） from The Political Graveyard（英语：The Political Graveyard）
- . . 1892.
- 在Find a Grave上的加卢沙·格罗